# Masseis
Els masseis (en llatí massaei, en grec antic Μασσαῖοι) eren un poble d'Escítia que Claudi Ptolemeu situa a l'extrem nord d'Escítia, prop de les muntanyes dels alans o a la part nord de la cadena dels Urals.